# Ichneumon perturbator
Ichneumon perturbator là một loài tò vò trong họ Ichneumonidae.